# Kanton Saint-Dié-des-Vosges-1
Kanton Saint-Dié-des-Vosges-1 (fr. de Saint-Dié-des-Vosges-1) je francouzský kanton v departementu Vosges v regionu Grand Est. Tvoří ho 10 obcí a část města Saint-Dié-des-Vosges. Zřízen byl v roce 2015.

## Obce kantonu
- Autrey
- La Bourgonce
- Housseras
- Jeanménil
- Rambervillers
- Saint-Dié-des-Vosges (část)
- Saint-Gorgon
- Saint-Michel-sur-Meurthe
- La Salle
- Taintrux
- La Voivre